# Tibaná (ort)
Tibaná är en ort i Colombia.   Den ligger i departementet Boyacá, i den centrala delen av landet, 110 km nordost om huvudstaden Bogotá. Tibaná ligger 2 088 meter över havet och antalet invånare är 1 802.
Terrängen runt Tibaná är huvudsakligen lite bergig. Tibaná ligger nere i en dal. Runt Tibaná är det ganska tätbefolkat, med 58 invånare per kvadratkilometer. Närmaste större samhälle är Ramiriquí, 11,4 km nordost om Tibaná. I omgivningarna runt Tibaná växer i huvudsak städsegrön lövskog.